# Zona demilitarizzata vietnamita

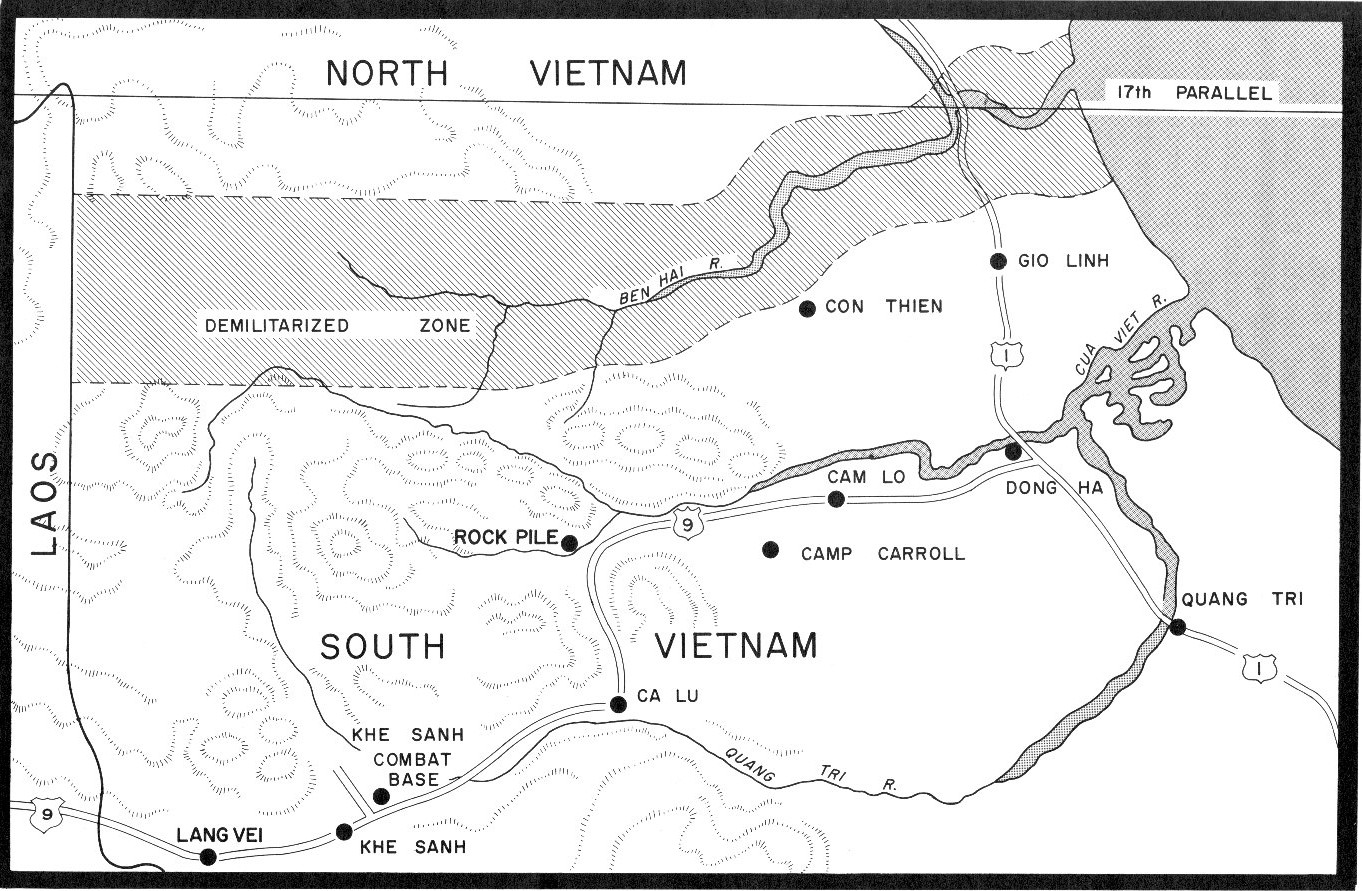
Mappa della DMZ

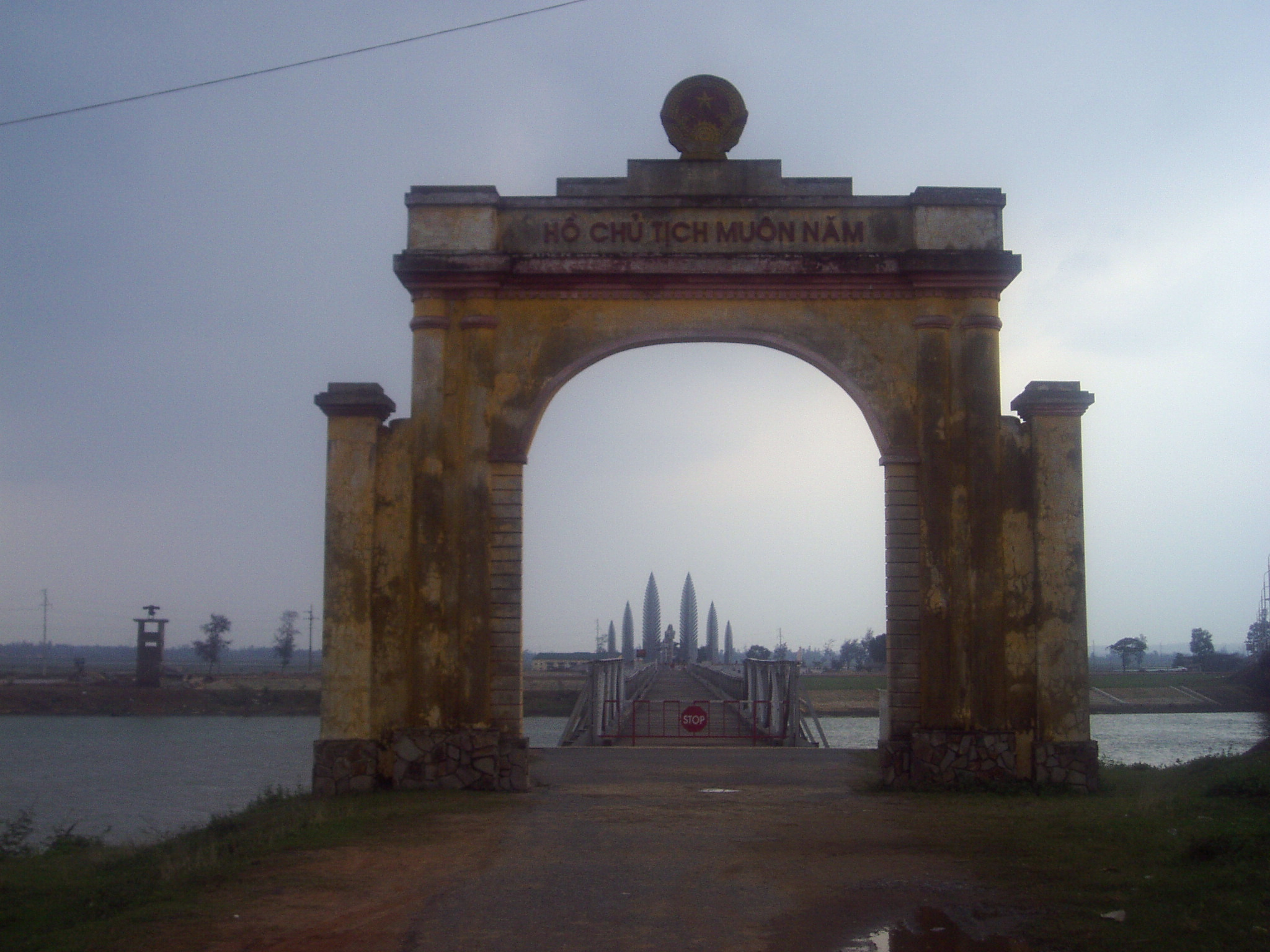
Foto presa dal lato settentrionale della DMZ presso il ponte sulla Strada Nazionale 1

La zona demilitarizzata vietnamita (in vietnamita Khu phi quân sự vĩ tuyến 17  "Zona demilitarizzata latitudine 17", in inglese Vietnamese Demilitarized Zone) fu una zona demilitarizzata (in inglese DMZ) creata lungo il confine tra Vietnam del Sud e del Nord a seguito della guerra d'Indocina ed ebbe grande importanza durante la successiva guerra del Vietnam, durante la quale vi ebbero luogo duri scontri.

## Storia
La guerra d'Indocina fu combattuta nell'Indocina francese tra il 1946 e il 1954 tra la Francia, che intendeva ripristinare il suo controllo sulla regione dopo l'occupazione giapponese, avendo ripristinato uno stato associato sotto la guida formale di Bảo Đại, ultimo imperatore della dinastia Nguyễn, e i guerriglieri del Viet Minh, che avevano proclamato l'indipendenza del paese. I guerriglieri comunisti ottennero il controllo totale del Vietnam settentrionale, eccetto una zona comprendente Hanoi. Nel 1954 la Francia cedette e il Viet Minh fu riconosciuto come governo ufficiale del nord Vietnam.
Le condizioni di pace e la sistemazione dell'area dopo il dominio coloniale vennero concordate alla Conferenza di Ginevra, in un accordo firmato ufficialmente il 21 luglio 1954. Il confine tra le due zone fu stabilito nel fiume Ben Hai, che si immette nel Mar Cinese Meridionale poco a nord del diciassettesimo parallelo nord, fino alle sue sorgenti, quindi verso ovest fino al confine laotiano. Le truppe di entrambi gli schieramenti dovevano rimanere fuori dall'area.

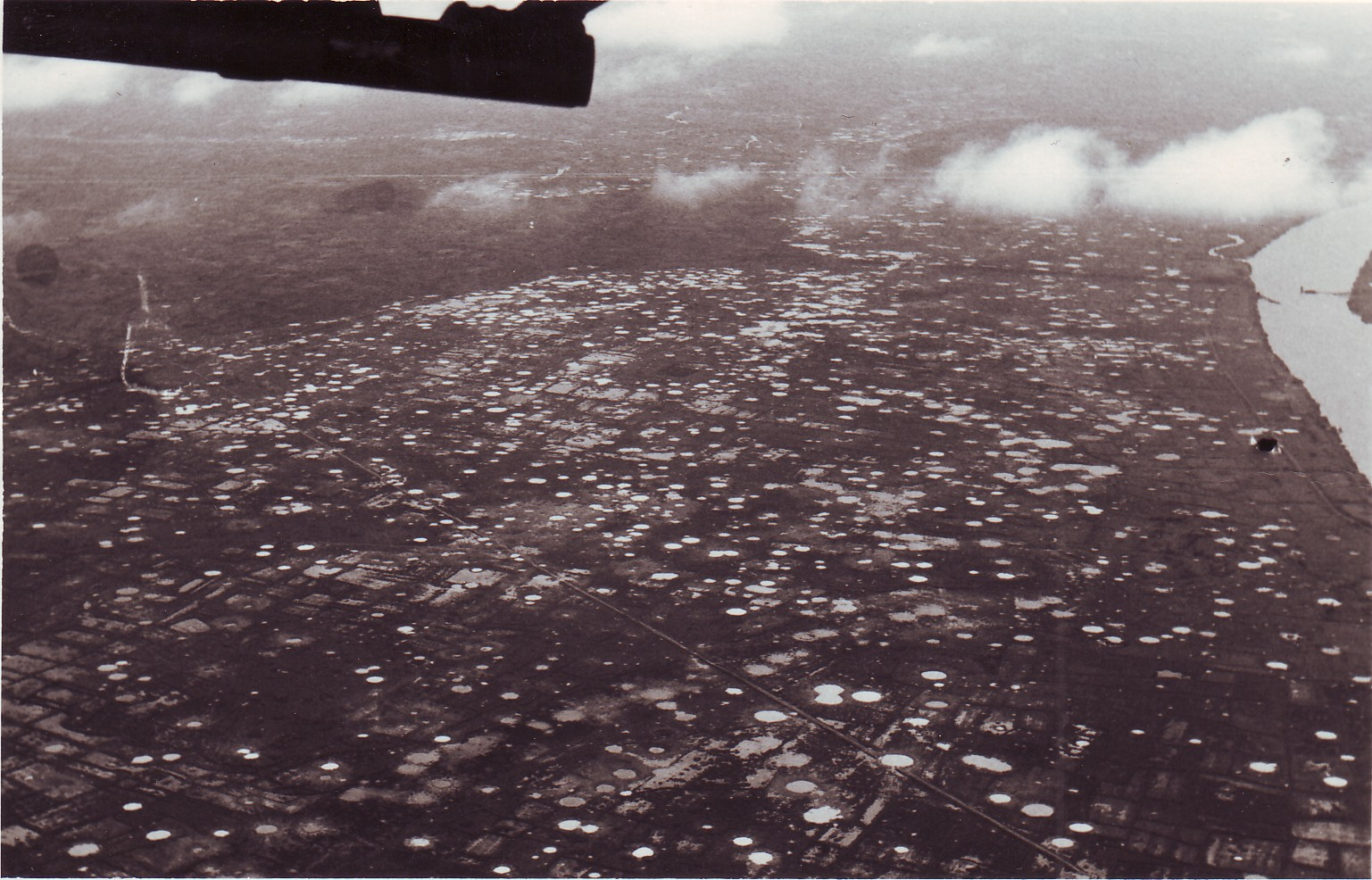
La DMZ nel marzo 1968, nella direzione del Laos.

Gli accordi di Ginevra riflettevano la situazione politico-militare del tempo. La parte settentrionale del Vietnam, quasi interamente sotto il controllo del Viet Minh, divenne la "Repubblica Democratica del Vietnam", sotto la guida del leader comunista Ho Chi Minh. I guerriglieri comunisti si ritirarono dalla parte meridionale, in cui si erano infiltrati, in attesa delle elezioni libere con supervisione internazionale che secondo gli accordi si sarebbero dovute tenere nel luglio del 1956. Ciò non successe perché con l'appoggio degli Stati Uniti Ngô Đình Diệm prese il potere.

## Geografia
La zona decorreva dal confine con il Laos a ovest alla foce del fiume Beh Hai a est, seguendone il percorso per un buon tratto. La lunghezza era più di un centinaio di chilometri e l'ampiezza di 5 miglia (8,0 km). Correva all'incirca a metà dell'attuale Vietnam, circa 100 chilometri a nord dell'antica capitale Huế, e veniva spesso denominato "diciassettesimo parallelo nord", trovandosi un paio di chilometri a sud di esso per buona parte del suo percorso ed inglobandolo nei pressi della foce del fiume.

## Turismo
La zona demilitarizzata, anche grazie alla vicinanza con Hué, è diventata un'importante destinazione turistica. Luoghi visitati sono in particolare quelli maggiormente legati alla guerra: la base militare di Khe Sanh, la collina calcarea denominata Rockpile, Doc Mieu e i tunnel sotterranei di Vịnh Mốc.
Malgrado siano passati decenni, la zona contiene ancora molti ordigni inesplosi che costituiscono un buon motivo per non allontanarsi dai sentieri segnalati.